# Ritratto di ignoto e di sua moglie (van Cleve)
Il Ritratto di ignoto e di sua moglie è un doppio dipinto a olio su tavola (57x42 cm ciascuno) di Joos van Cleve, siglato e datato 1520 (in alto a destra sulla tavola della moglie), e conservato nella Galleria degli Uffizi a Firenze.

## Storia
L'opera è inventariata a Firenze per la prima volta nel 1753, come autoritratto di Quentin Metsys e della moglie. Negli anni seguenti venne riferito generalmente a un anonimo fiammingo del XVI secolo o al "Maestro della morte di Maria", che è stato poi identificato con il van Cleve.
Per quanto riguarda l'identificazione dei personaggi, l'unico indizio è lo stemma sull'anello al dito dell'uomo, che rimanda alle famiglie Van de Beke o Desmidt. La cornice che unisce le opere in dittico è moderna.

## Descrizione e stile
Il doppio ritratto mostra, come di consueto, i coniugi di tre quarti, rivolti l'uno verso l'altro e tagliati al mezzobusto. Le mani sono estremamente importanti, con una tipologia che è stata definita "parlante", per l'enfasi sui gesti e sugli oggetti tenuti, come il rosario di grani rossi per lei e gli anelli per entrambi. Opere più o meno coeve sono un autoritratto nella collezione Thyssen-Bornemisza (1519 circa), il Ritratto di Margherita Boghe (National Gallery of Art), con impostazioni simili.
La natura morta dietro il ritratto della donna è arricchita da suppellettili di uso quotidiano, con un'ariosa apertura sul cielo terso sulla sinistra, che continua poi nel ritratto del marito. Gli oggetti scelti (la candela, il vaso, lo scopino), sono comunque scelti per il loro significato simbolico, ben radicato nella cultura fiamminga, come ad esempio, già quasi un secolo prima, nel Ritratto dei coniugi Arnolfini. Lo stile sfumato dei ritratti e l'impostazione compositiva rimandano a modelli italiani.